# Novo Cinema Alemão
Novo Cinema Alemão (em alemão: Neuer Deutscher Film ou Junger Deutscher Film, abrev. JDF) foi a produção cinematográfica alemã das décadas de 1960 e 1970, influenciada pela Nouvelle Vague francesa.
Seus realizadores mais influentes foram Alexander Kluge, Edgar Reitz, Wim Wenders, Volker Schlöndorff, Werner Herzog (não se considerava um  membro, mas era um importante simpatizante do movimento), Hans-Jürgen Syberberg, Werner Schroeter  e Rainer Werner Fassbinder. As produções eram geralmente implementadas independentemente dos grandes estúdios de cinema.